# 小行星8227
小行星8227（英語：8227）是一颗围绕太阳公转的小行星。1996年11月8日，北京天文台施密特CCD小行星计划在兴隆县发现了此天体。
这颗小行星的绝对星等为226.91884等。